# François Campaux
François Campaux, né à Auxerre le 14 avril 1906 et mort dans le 10e arrondissement de Paris le 8 août 1983, est un réalisateur, scénariste et auteur de théâtre français.

## Filmographie

### Réalisateur
- 1946 : Henri Matisse (court-métrage)
- 1949 : Ronde de nuit
- 1951 : Bel Amour (ou Le Calvaire d'une mère)
- 1953 : Grand Gala

### Scénariste
- 1938 : Mirages d'Alexandre Ryder
- 1942 : Le Voile bleu de Jean Stelli
- 1943 : La Valse blanche de Jean Stelli
- 1946 : Henri Matisse (court-métrage) de lui-même
- 1951 : Bel Amour de lui-même
- 1951 : La Femme au voile bleu  (The Blue veil) de Curtis Bernhardt
- 1953 : Grand Gala de lui-même
- 1956 : Mannequins de Paris d'André Hunebelle
- 1973 : Vidita negra de Rogelio A. González
- 1974 : Agapi mou Oua-Oua de Giannis Dalianidis
- 1979 : Tesoro mio de Giulio Paradisi

## Théâtre
Auteur
- 1958 :  Chérie noire, mise en scène de l'auteur, Théâtre Marigny (Au théâtre ce soir, réalisation Pierre Sabbagh, 1966)
- 1963 : Des enfants de cœur, mise en scène Christian-Gérard, Théâtre Michel
- 1967 : Une femme à louer, mise en scène Christian Alers, Théâtre de la Potinière

## Citations
- "L'amour devient pénible à partir du moment où l'on commence à avoir des droits et des devoirs"
- "Si la polygamie était légale, la monogamie serait beaucoup plus répandue"